# Desa Tanggeran (administrativ by i Indonesien, lat -7,17, long 109,05)
Desa Tanggeran är en administrativ by i Indonesien.   Den ligger i provinsen Jawa Tengah, i den västra delen av landet, 260 km öster om huvudstaden Jakarta.